# Auxemma
Auxemma es un género de plantas con flores perteneciente a la familia Boraginaceae. Comprende 3 especies.
Está considerado un sinónimo del género Cordia L.

## Especies seleccionadas
- Auxemma gardneiriana
- Auxemma glaziovian
- Auxemma oncocalyx